# Street Angel (álbum)
Street Angel é o quinto álbum de estúdio da cantora Stevie Nicks, lançado em 1994.

## Faixas
1. "Blue Denim" — 4:24
2. "Greta" — 4:21
3. "Street Angel" — 4:10
4. "Docklands" — 4:48
5. "Listen to the Rain" — 4:34
6. "Destiny" — 5:01
7. "Unconditional Love" — 3:22
8. "Love Is Like a River" — 4:44
9. "Rose Garden" — 4:29
10. "Maybe Love Will Change Your Mind" — 4:19
11. "Just Like a Woman" — 3:51
12. "Kick It" — 4:25
13. "Jane" — 4:59

## Desempenho nas paradas musicais
Álbum
| Parada musical (1994)          | Posição |
| ------------------------------ | ------- |
| Estados Unidos - Billboard 200 | 45      |

Singles
| Ano  | Single                             | Parada                     | Posição |
| ---- | ---------------------------------- | -------------------------- | ------- |
| 1994 | "Maybe Love Will Change Your Mind" | Billboard Hot 100          | 57      |
| 1994 | "Maybe Love Will Change Your Mind" | Hot Mainstream Rock Tracks | 36      |
| 1994 | "Maybe Love Will Change Your Mind" | Adult contemporary         | 17      |